# Legió XVI Gallica
La Legió XVI Gallica, (setzena legió «de la Gàl·lia») va ser una legió romana fundada per Octavi per lluitar contra Sext Pompeu Pius que havia ocupat Sicília i posava en perill els subministraments a Roma. Després de la derrota de Sext Pompeu la legió va ser possiblement traslladada a l'Àfrica.
Quan Octavi es va convertir en emperador amb el nom d'August, la legió va ser enviada al Rin, potser l'any 27 aC, amb tres altres legions, la Legió XVII, la Legió XVIII i la Legió XIX, de les que no se'n coneix el cognomen, que defensaven la Germània Superior. Segurament es van estacionar a Mogoncíacum (actual Magúncia) o potser a Rètia.
Va participar en les campanyes de Drus el Vell a Germània entre els anys 12 aC i 10 aC, i després amb Tiberi a la guerra que va fer contra Marobod, rei dels marcomans. Després de la batalla del bosc de Teutoburg va ser destinada a la Colonia Agrippina. Quan l'emperador Claudi va envair Britànnia, va prendre la Legió XX Valèria Victrix, i la XVI Gallica va ser traslladada a Novesium a cobrir el seu lloc.
Durant la Revolta dels bataus l'any 70, la Legió XVI Gallica i la Legió I Germanica van anar a auxiliar les legions que estaven assetjades a Castra Vetera (Xanten) a les ordres de Dil·li Vòcula. Les coses no van sortir segons allò que s'havia previst, i aquestes dues legions van ser rodejades i finalment fetes presoneres. Molts dels seus homes van jurar lleialtat al batau Juli Civilis.
Quint Petil·li Cerial, enviat a aquell lloc per Vespasià, va acceptar que els desertors tornessin a la legió, impedint als seus propis soldats que els insultessin per haver comès un delicte d'alta traïció, ja que els necessitava per acabar amb les operacions per derrotar Juli Civilis. L¡emperador va creure que el nom d'aquestes legions havia de desaparèixer, va llicenciar una part dels legionaris i a la resta els va humiliar incorporant-los a noves legions. La Legió XVI Gallica va ser dissolta i reconstruïda amb el nom de Legió XVI Flavia Firma.